# Anna Kornetskaya
Anna Kornetskaya –en ruso, Анна Корнетская– (Rostov del Don, 10 de febrero de 1994) es una deportista rusa que compite en gimnasia en la modalidad de trampolín.
Ganó cinco medallas en el Campeonato Mundial de Gimnasia en Trampolín entre los años 2015 y 2021, y cinco medallas en el Campeonato Europeo de Gimnasia en Trampolín entre los años 2014 y 2021.
En los Juegos Europeos de Bakú 2015 obtuvo una medalla de oro en la prueba sincronizada.

## Palmarés internacional
| Campeonato Mundial | Campeonato Mundial   | Campeonato Mundial | Campeonato Mundial |
| Año                | Lugar                | Medalla            | Prueba             |
| ------------------ | -------------------- | ------------------ | ------------------ |
| 2015               | Odense (Dinamarca)   | Medalla de bronce  | Equipo             |
| 2019               | Tokio (Japón)        | Medalla de oro     | Equipo mixto       |
| 2019               | Tokio (Japón)        | Medalla de plata   | Sincronizado       |
| 2021               | Bakú (Azerbaiyán)    | Medalla de oro     | Equipo mixto       |
| 2021               | Bakú (Azerbaiyán)    | Medalla de bronce  | Equipo             |
| Juegos Europeos    |                      |                    |                    |
| Año                | Lugar                | Medalla            | Prueba             |
| 2015               | Bakú (Azerbaiyán)    | Medalla de oro     | Simcronizada       |
| Campeonato Europeo |                      |                    |                    |
| Año                | Lugar                | Medalla            | Prueba             |
| 2014               | Guimarães (Portugal) | Medalla de plata   | Equipo             |
| 2016               | Valladolid (España)  | Medalla de plata   | Equipo             |
| 2016               | Valladolid (España)  | Medalla de plata   | Sincronizado       |
| 2021               | Sochi (Rusia)        | Medalla de oro     | Equipo             |
| 2021               | Sochi (Rusia)        | Medalla de oro     | Sincronizado       |